# The Shrink Next Door
The Shrink Next Door, ou Le Psy d'à côté au Québec, est une mini-série américaine en huit épisodes d'environ 43 minutes basée sur le podcast du même titre de Joe Nocera, relatant des faits réels, et diffusée du 12 novembre au 17 décembre 2021 sur Apple TV+.

## Synopsis
La série suit l'histoire de la relation entre le Dr Ike, et Marty l'un de ses patients. Ensemble ils vont chercher à établir les limites de Marty, cependant, tout ne se passe pas comme prévu car le Dr Ike commence à s'immiscer dans la vie de son patient.

## Distribution

### Acteurs principaux
- Will Ferrell (VF : Maurice Decoster) : Marty Markowitz
- Paul Rudd (VF : Cédric Dumond) : Dr Isaac « Ike » Herschkopf
- Kathryn Hahn (VF : Laura Blanc) : Phyllis Markowitz
- Casey Wilson (VF : Ariane Aggiage) : Bonnie Herschkopf
- Cornell Womack (VF : Jérémie Bédrune) : Bruce

### Acteurs récurrents
- Sarayu Blue (VF : Barbara Beretta) : Miriam
- Robin Bartlett (VF : Béatrice Michel) : Cathy
- Allan Wasserman : Rabbi Sherman
- Christina Vidal : Hannah

## Production

### Développement
Il a été annoncé en février 2020 qu'une adaptation télévisée du podcast The Shrink Next Door lui-même basé sur des faits réels était en cours de développement.
Le projet aurait réellement obtenu son feu vert en avril, une fois commandé officiellement par Apple TV+,.
Le 17 juin suivant, Apple TV+ publie la bande-annonce du programme et annonce que celui-ci débutera sa diffusion le 12 novembre 2021,,.

### Attribution des rôles
Dès l'annonce du projet en février 2020, il est annoncé que Will Ferrell et Paul Rudd feront partie de la distribution principale.
Le casting fut étoffé en novembre avec l'arrivée de Kathryn Hahn et Casey Wilson en tant que rôles principaux dans le projet, Sarayu Blue a, quant à elle, rejoint la distribution en février 2021, il est révélé qu'elle jouera un rôle récurrent,,.

### Tournage
Le tournage a commencé en novembre 2020 à Los Angeles et s'est terminé en mars 2021.

## Épisodes
1. La Consultation (The Consultation)
2. La Cérémonie (The Ceremony)
3. Le Traitement (The Treatment)
4. La Formation (The Foundation)
5. L'Arbre de Famille (The Family Tree)
6. La Fête (The Party)
7. La Percée (The Breakthrough)
8. Le Verdict (The Verdict)